# フウセンキンメ
フウセンキンメ（Beryx mollis）は、キンメダイ目キンメダイ科に属する深海魚。

## 分類
1959年に阿部宗明によって新種記載された。学名の種小名の mollis は「柔らかい」という意味である。
キンメダイ属にはキンメダイ、ナンヨウキンメ、フウセンキンメの3種があり、かつてはフウセンキンメをキンメダイの新参同物異名とする研究者もあったが、形態および遺伝的に区別できることから現在では別種として扱われている。

## 分布
相模湾、東シナ海、琉球列島、ベトナム沖、西インド洋北部の、水深100から500メートルの大陸棚縁辺域に分布する。キンメダイと分布域が重なるが、フウセンキンメのほうがより低緯度に分布の中心があると考えられている。

## 特徴
体長は30センチメートル前後になる。キンメダイ科の魚の眼にはタペータムがあり光が反射すると金色に光って見える。和名のフウセンキンメは、釣り上げたときに風船のように膨らむことに由来する。
キンメダイよりも体高がやや高く、キンメダイ属の特徴である涙骨棘がキンメダイよりも明瞭であり、後鼻孔が楕円形（キンメダイは細い）、体の背部の鱗の後縁が鋸歯状（キンメダイは滑らか）、背鰭の軟条数が12から13で通常は13（キンメダイは13から15で通常は14）、幽門垂数が20以下（キンメダイは27以上）などの違いによりキンメダイとは区別できる。

## 利用
食用として流通しており、キンメダイと見分けにくいため市場では区別されずに取り扱われていることが多い。キンメダイよりも脂がのっているともいわれ「トロキンメ」「アブラキンメ」の別名もある。
鹿児島市中央卸売市場ではキンメダイを「長きんめ」、フウセンキンメを「ばけきんめ」、ナンヨウキンメを「平きんめ」と称して区別して扱っており、2015年の取扱量はキンメダイが79トン、フウセンキンメが1トン、ナンヨウキンメが17トンであった。